# Arteră recurentă radială
Artera recurentă radială este o ramură a arterei radiale aflată în regiunea articulației cotului.

## Originea
Se desprinde în fosa cubitală a cotului de pe partea laterală a extremității proximale a arterei radiale, aproape de originea ei. 

## Traiect și raporturi
Se îndreaptă lateral și apoi urcă în jurul părții laterale a articulației cotului prin șanțul bicipital lateral, între mușchiul brahioradial și mușchiul brahial. Aici trece între ramura superficială (Ramus superficialis nervi radialis) și ramura profundă (Ramus profundus nervi radialis) a nervului radial, urcând în spatele mușchiul brahioradial, anterior de mușchiul supinator și mușchiul brahial. Ramurile arterei recurente radiale se îndreaptă spre mușchii din apropiere.
Se anastomoza în regiunea epicondilului lateral al humerusului (Epicondylus lateralis humeri) cu artera colaterală radială (Arteria collateralis radialis), ramură a arterei brahiale profunde (Arteria profunda brachii) și contribuie la formarea rețelei articulare a cotului  (Rete articulare cubiti). 

## Distribuție
Vascularizează mușchiul brahioradial (Musculus brachioradialis), mușchiul brahial (Musculus brachialis), mușchiul supinator (Musculus supinator), mușchiul biceps brahial (Musculus biceps brachii), mușchiul lung extensor radial al carpului (Musculus extensor carpi radialis longus), mușchiul scurt extensor radial al carpului (Musculus extensor carpi radialis brevis), mușchiul extensor al degetelor (Musculus extensor digitorum), mușchiul extensor al degetului mic (Musculus extensor digiti minimi), mușchiul extensor ulnar al carpului (Musculus extensor carpi ulnaris) și articulația cotului.